# Europarlamentari della Polonia della VIII legislatura
Gli europarlamentari della Polonia della VIII legislatura, eletti in seguito alle elezioni europee del 2014, sono stati i seguenti.

## Composizione storica
| Europarlamentare                    | Lista                                                            | Gruppo |
| ----------------------------------- | ---------------------------------------------------------------- | ------ |
| Michał Boni                         | Piattaforma Civica                                               | PPE    |
| Jerzy Buzek                         | Piattaforma Civica                                               | PPE    |
| Ryszard Czarnecki                   | Diritto e Giustizia                                              | ECR    |
| Andrzej Duda                        | Diritto e Giustizia                                              | ECR    |
| Anna Elżbieta Fotyga                | Diritto e Giustizia                                              | ECR    |
| Lidia Joanna Geringer De Oedenberg  | SLD - UP (Alleanza della Sinistra Democratica, poi indipendente) | S&D    |
| Adam Gierek                         | SLD - UP (Unione del Lavoro)                                     | S&D    |
| Beata Gosiewska                     | Diritto e Giustizia                                              | ECR    |
| Marek Józef Gróbarczyk              | Diritto e Giustizia                                              | ECR    |
| Andrzej Grzyb                       | Partito Popolare Polacco                                         | PPE    |
| Krzysztof Hetman                    | Partito Popolare Polacco                                         | PPE    |
| Danuta Maria Hübner                 | Piattaforma Civica                                               | PPE    |
| Robert Jarosław Iwaszkiewicz        | Congresso della Nuova Destra                                     | NI     |
| Dawid Bohdan Jackiewicz             | Diritto e Giustizia                                              | ECR    |
| Danuta Jazłowiecka                  | Piattaforma Civica                                               | PPE    |
| Marek Jurek                         | Diritto e Giustizia (Destra della Repubblica)                    | ECR    |
| Jarosław Kalinowski                 | Partito Popolare Polacco                                         | PPE    |
| Karol Karski                        | Diritto e Giustizia                                              | ECR    |
| Janusz Korwin-Mikke                 | Congresso della Nuova Destra                                     | NI     |
| Agnieszka Kozłowska-Rajewicz        | Piattaforma Civica                                               | PPE    |
| Zdzisław Krasnodębski               | Diritto e Giustizia                                              | ECR    |
| Barbara Kudrycka                    | Piattaforma Civica                                               | PPE    |
| Zbigniew Kuźmiuk                    | Diritto e Giustizia                                              | ECR    |
| Ryszard Antoni Legutko              | Diritto e Giustizia                                              | ECR    |
| Janusz Lewandowski                  | Piattaforma Civica                                               | PPE    |
| Bogusław Liberadzki                 | SLD - UP (Alleanza della Sinistra Democratica)                   | S&D    |
| Elżbieta Katarzyna Łukacijewska     | Piattaforma Civica                                               | PPE    |
| Krystyna Łybacka                    | SLD - UP (Alleanza della Sinistra Democratica)                   | S&D    |
| Michał Marusik                      | Congresso della Nuova Destra                                     | NI     |
| Jan Olbrycht                        | Piattaforma Civica                                               | PPE    |
| Stanisław Ożóg                      | Diritto e Giustizia                                              | ECR    |
| Bolesław G. Piecha                  | Diritto e Giustizia                                              | ECR    |
| Mirosław Piotrowski                 | Diritto e Giustizia                                              | ECR    |
| Julia Pitera                        | Piattaforma Civica                                               | PPE    |
| Marek Plura                         | Piattaforma Civica                                               | PPE    |
| Tomasz Piotr Poręba                 | Diritto e Giustizia                                              | ECR    |
| Dariusz Rosati                      | Piattaforma Civica                                               | PPE    |
| Jacek Saryusz-Wolski                | Piattaforma Civica                                               | PPE    |
| Czesław Siekierski                  | Partito Popolare Polacco                                         | PPE    |
| Adam Szejnfeld                      | Piattaforma Civica                                               | PPE    |
| Róża Gräfin Von Thun Und Hohenstein | Piattaforma Civica                                               | PPE    |
| Kazimierz Michał Ujazdowski         | Diritto e Giustizia                                              | ECR    |
| Jarosław Wałęsa                     | Piattaforma Civica                                               | PPE    |
| Bogdan Brunon Wenta                 | Piattaforma Civica                                               | PPE    |
| Jadwiga Wiśniewska                  | Diritto e Giustizia                                              | ECR    |
| Janusz Wojciechowski                | Diritto e Giustizia                                              | ECR    |
| Bogdan Andrzej Zdrojewski           | Piattaforma Civica                                               | PPE    |
| Janusz Zemke                        | SLD - UP (Alleanza della Sinistra Democratica)                   | S&D    |
| Kosma Złotowski                     | Diritto e Giustizia                                              | ECR    |
| Stanisław Żółtek                    | Congresso della Nuova Destra                                     | NI     |
| Tadeusz Zwiefka                     | Piattaforma Civica                                               | PPE    |

## Modifiche intervenute

### Diritto e Giustizia
- In data 11.06.2015 a Andrzej Duda subentra Edward Czesak.
- In data 27.11.2015 a Marek Józef Gróbarczyk subentra Czesław Hoc.
- In data 27.11.2015 a Dawid Bohdan Jackiewicz subentra Sławomir Kłosowski.
- In data 24.06.2016 a Janusz Wojciechowski subentra Urszula Krupa.

### Piattaforma Civica
- In data 20.11.2018 a Bogdan Brunon Wenta subentra Bogusław Sonik.

### Congresso della Nuova Destra
- In data 22.03.2018 a Janusz Korwin-Mikke subentra Dobromir Sośnierz.